# تایرا نو تاکاموچی
تایرا نو تاکاموچی (به ژاپنی: 平高望); نوه سومین پسر امپراتور کانمو در اوایل دوره هی‌آن در ژاپن بود. وی پس از شینسکی کوکا (جدا شدن از خاندان امپراتور و نزول نام)، سر خاندان یکی از چهار شاخه خاندان تایرا بنام «کانموتایرا» شد. وی در ولایت کازوسا یک شغل دولتی را عهده‌دار بود. هر چند در این دوران کوکوشی‌ها (مأموران دولت مرکزی در ولایت‌ها) در ولایت ساکن نبودند، تاکاموچی به همراه خانواده و پسر ارشدش، تایرا نو کونیکا در ولایت کازوسا ساکن شد و پس از پایان مدت خدمتش نیز به کیوتو بازنگشت. پسر ارشد تایرا نو کونیکا با دختر میناموتو نو مامورو از ولایت هیتاچی و پسر دومش با دختر یکی از مقام‌های ولایت شیموسا ازدواج کرده بود و از این طریق در منطقه توانسته بود قدرت و نفوذ خود را گسترش دهد. وی در سه ولایت ولایت کازوسا، ولایت هیتاچی و ولایت شیموسا از طریق زمین‌داری دارای ثروت زیادی شده بود و برای حفظ امنیت و قدرت خود یک گروه سامورایی را تشکیل داد.
در سال ۹۰۲ میلادی در سایکایدو مأمور دولت مرکزی (کوکوشی) شد و در دازایفو ساکن شد. در سال ۹۱۱ میلادی در همان‌جا درگذشت.
تایرا نو تاکاموچی از اجداد تایرا نو کیوموری است.